# Сибирский уланский полк
Сиби́рский ула́нский полк (до 1812 года — Сиби́рский драгу́нский полк) — кавалерийская воинская часть Русской императорской армии, сформированная в 1777 году и существовавшая до 1851 года.

## История
В 1771 году существовавший к этому времени Сибирский драгунский полк был расформирован, а его чины направлены на составление лёгких полевых команд на Сибирской и Оренбургской линиях.
11 августа 1775 года командиру Сибирского корпуса генерал-поручику де Колонгову (Деколонгу) было Высочайше  предписано сформировать новый драгунский полк из драгун лёгких полевых команд. Были сформированы четыре Шаблон:Эскадрона в Оренбурге, три эскадрона в Астрахани и три эскадрона в Сибири.
18 января 1777 года сформированные эскадроны приказано свести в 10-эскадронный полк, названный Сибирским драгунским полком. В полку положено иметь 10 знамён пехотного образца, с сибирским гербом и золотой бахромой.
5 мая 1780 года установлено знамёна для полка иметь померанцевые, с одной стороны знамени государственный герб, с другой — полковой герб.
11 сентября 1784 года повелено полк иметь в составе пяти эскадронов, а вторые пять эскадронов выделить на составление Иркутского драгунского полка.
Расписанием армии по дивизиям 3 декабря 1796 года полку предписано в составе Сибирской дивизии квартировать в районе между Звериноголовском и Омском.
20 ноября 1797 года полку пожалованы штандарты: один полковой (белый крест, алые с селадоновым углы) и четыре эскадронных (алый крест, селадоновые углы), все с серебряной бахромой.
31 октября 1798 года полк наименован по шефу — Драгунский генерала от кавалерии графа де Виомениля полк.
С 4 февраля 1799 года — Драгунский генерал-майора князя Одоевского полк.
С 3 марта 1800 года — Драгунский генерал-майора Зимана полк.
3 апреля 1800 года Драгунский генерал-майора Зимина полк присоединён к Драгунскому генерал-майора Сакена 2-го полку (бывший Иркутский драгунский).  Образованный 10-эскадронный полк наименован Драгунский генерал-майора Сакена 2-го полк (с 11 апреля 1800 года — Драгунский генерал-майора Скалона полк).
30 марта 1801 года 10-эскадронный Драгунский генерал-майора Скалона полк разделён на два прежних 5-эскадронных полка, которым восстановлены наименования Сибирский драгунский полк и Иркутский драгунский полк.
Расписанием армии 22 июля 1801 года Сибирский драгунский полк отнесён к Сибирской инспекции; эскадронам полка предписано квартировать в крепостях: Святого Петра, Полуденной, Становой, Кабаньей и Пресногорьковской.
16 августа 1806 года 3-й и 4-й эскадроны выделены на составление Серпуховского драгунского полка, 5-й эскадрон передан в состав Оренбургского драгунского полка; взамен сформированы новые эскадроны из рекрутов.
По случаю военных действий переведён из Сибири в Европейскую Россию.
5 февраля 1808 года формирование назначено в состав 24-й дивизии. 28 октября 1810 года включён в состав 2-й кавалерийской дивизии при 3-м корпусе. Переведён из Николаева в Янов.
12 октября 1811 года переведён в состав 3-й кавалерийской дивизии; предписано выделить часть офицеров и нижних чинов на сформирование Новгородского кирасирского полка.
В декабре 1811 года установлено старшинство полка с 1777 года (подтверждено 11 марта 1816 года).
Полк принял участие в Отечественной войне 1812 года в составе 3-го кавалерийского корпуса (1-я Западная армия). Участвовал в Бородинском сражении, где вместе с Иркутским драгунским полком врубился в ряды французской тяжелой кавалерии, атаковавшей батарею Раевского, и в жестоком сабельном бою обратил её в бегство, после этого сражения в полку осталось в строю 3 офицера и 125 нижних чинов.
17 декабря 1812 года переформирован в Сибирский уланский полк; штандарты предписано сдать на хранение. Включён в состав 1-й уланской дивизии.
27 декабря 1812 года полк повелено привести в состав 6 действующих и 1 запасного эскадронов.
Участвовал в Заграничном походе 1813—1814 годов в составе Польской армии генерала Беннигсена.
3 марта 1816 года Сибирскому уланскому полку пожалованы серебряные трубы за отличия в Отечественной войне.
С 1817 года полк расквартирован в Вышнем Волочке.
18 июня 1827 года пожалованы три штандарта (образца 1827 года, с белыми углами и серебряным шитьем), по одному на дивизион.
20 декабря 1828 года на гербы шапок и пуговицы присвоен № 2.
30 ноября 1830 года приказано вместо запасного эскадрона иметь пеший резерв.
В 1831 году полк принял участие в усмирении польского восстания, действовал в Виленском уезде.
21 марта 1833 года приказано привести полк в состав 8 действующих и 1 резервного эскадронов; присоединены 3-й и 4-й эскадроны расформированного Татарского уланского полка, ставшие 7-м и 8-м эскадронами; пеший резерв переформирован в 9-й резервный эскадрон. Полк включён в состав 4-й лёгкой кавалерийской дивизии; на гербы шапок и пуговицы присвоен № 8; установлена серая масть лошадей.
8 июля 1833 года 4-му дивизиону переданы штандарт и шесть труб с надписью «Татарскому Уланскому полку, за отличiе противъ непрiятеля въ сраженiи у Кульма 18-го Августа 1813 года», принадлежавших 2-му дивизиону бывшего Татарского уланского полка.
30 августа 1834 года повелено иметь для полка в запасных войсках запасный полуэскадрон № 14.
23 марта 1835 года 9-й резервный эскадрон упразднён; взамен него к полку приписан, как резервный, бывший 7-й эскадрон Чугуевского уланского полка.
26 апреля 1835 года на гербы шапок и пуговицы присвоен № 12 (в связи с переименованием 4-й лёгкой кавалерийской дивизии в 6-ю).
23 декабря 1841 года резервный эскадрон упразднён.
25 января 1842 года приказано для Сибирского уланского полка иметь в составе запасных войск резервный и запасный эскадроны, комплектуемые из числа бессрочноотпускных нижних чинов.
18 декабря 1848 года повелено иметь для резервного и запасного эскадронов постоянные кадры.
15 января 1851 года резервный и запасный эскадроны и их кадры приказано расформировать; для Сибирского уланского полка в резервной кавалерийской дивизии учреждён резервный эскадрон № 9-й, в запасных войсках — запасный эскадрон № 10-й.
31 декабря 1851 года в ходе реорганизации полков кавалерии приказано 1-й и 2-й эскадроны Сибирского уланского полка присоединить к Уланскому генерала от кавалерии графа Никитина полку (Чугуевский уланский) в качестве 7-го и 8-го эскадронов; 7-й и 8-й эскадроны (бывшие до 1833 года эскадронами Татарского уланского полка) — присоединить к Новоархангельскому уланскому полку; резервный эскадрон № 9-й и запасный эскадрон № 10-й переназначить Уланскому генерала от кавалерии графа Никитина полку. Остальные эскадроны (3, 4, 5 и 6-й) Сибирского уланского полка расформированы.

## Отличия полка
- 21 серебряная труба надписью «Сибирскому Уланскому полку, 3-го Марта 1816 года», пожалованные 3 марта 1816 года за отличия в Отечественную войну. 31 декабря 1851 года часть труб передана в Уланский генерала от кавалерии графа Никитина полк.
- В 4-м дивизионе — шесть труб с надписью «Татарскому Уланскому полку, за отличiе противъ непрiятеля въ сраженiи у Кульма 18-го Августа 1813 года».

## Шефы полка
- 03.12.1796 — 30.05.1798 — генерал-майор (генерал-лейтенант) барон Иосиф Фёдорович Беервиц
- 30.05.1798 — 04.02.1799 — генерал-лейтенант (генерал от кавалерии) граф Шарль де Виомениль
- 04.02.1799 — 03.03.1800 — генерал-майор князь Иван Сергеевич Одоевский
- 03.03.1800 — 03.04.1800 — генерал-майор Пётр Иванович Зиман
  - 03.04.1800 — 11.04.1800 — (шеф объединённого полка) генерал-майор Христофор Христофорович Сакен 2-й
  - 11.04.1800 — 30.03.1801 — (шеф объединённого полка) полковник (генерал-майор) Антон Антонович Скалон
- 30.03.1801 — 14.09.1803 — генерал-майор Пиус Ксаверьевич Воропайский
- 18.09.1803 — 29.06.1806 — генерал-майор Антон Петрович Великопольский
- 23.11.1806 — 12.08.1807 — полковник барон Ефрем Иванович Бухгольц
- 30.08.1807 — 21.11.1807 — полковник Фёдор Фёдорович Ремер
- 12.12.1807 — 08.03.1810 — генерал-майор Матвей Иванович Булгарчич
- 08.03.1810 — 01.09.1814 — полковник (генерал-майор) барон Киприан Антонович Крейц
- 14.05.1845 — 30.07.1850 — генерал от кавалерии граф Киприан Антонович Крейц

## Командиры полка
- ? — 18.03.1798 — полковник Пётр Афанасьевич Борщов
- 05.04.1798 — 09.05.1798 — генерал-майор Михаил Михайлович Бакунин
- 09.05.1798 — 11.04.1800 — подполковник (полковник) Антон Антонович Скалон
- 17.10.1800 — 16.10.1803 — (до 30.03.1801 командир объединённого полка) подполковник Пётр Иванович Михайлов
- 26.03.1806 — 10.11.1806 — майор Фёдор Максимович Зоненбах
- 05.04.1809 — 24.12.1812 — подполковник Владимир Иванович Сонин
- 24.12.1812 — 1814 — подполковник Николай Егорович Колчевский
- 1814 — 16.11.1815 — (командующий) майор барон Фёдор Петрович Оффенберг
- 16.11.1815 — 12.12.1819 — полковник Владимир Иванович Палицын
- 17.12.1819 — 06.12.1827 — полковник Воин Дмитриевич Задонский
- 06.12.1827 — 13.09.1832 — полковник Пётр Иванович Чернявский
- 17.10.1832 — 16.05.1843 — (до 13.08.1836 командующий) подполковник Александр Александрович Ушаков
- 16.05.1843 — 24.02.1847 — полковник (генерал-майор) Иосиф Игнатьевич Дучинский
- 24.02.1847 — 31.12.1851 — полковник Самуил Борисович Кричинский